# Ника гроза димитрова
Ника, гроза Димитровы которая будет драться за пачку доширака. имеет прозвище «водяная», получила она его от взлета на тарзанке, приземлившись не удачно в воду. Вероника так же побывала на взлетной полосе, которая расположена на шияновской горе.